# (210434) Fungyuancheng
(210434) Fungyuancheng est un astéroïde de la ceinture principale.

## Description
(210434) Fungyuancheng est un astéroïde de la ceinture principale. Il fut découvert le 20 décembre 2008 à l'Observatoire de Lulin par Hong Qin Lin et Ye Quan-Zhi. Il présente une orbite caractérisée par un demi-grand axe de 3,05 UA, une excentricité de 0,04 et une inclinaison de 12,6° par rapport à l'écliptique.

## Compléments